# Прапор П'ятки
Прапор П'ятки затверджений рішенням П'ятківської селищної ради 28 травня 2004 року. 
Автор проекту прапора  — А. Гречило.

## Опис прапора
Квадратне полотнище розділене на чотири рівні частини — від древка зелену і червону, від вільного краю червону і зелену. На полотнищі жовта семипроменева зірка, над якою жовта острога і під якою жовтий півмісяць.